# Laucha (Thüringen)
Laucha is een ortsteil van de landgemeente Hörsel in de Duitse deelstaat Thüringen. Tot 1 december 2011 was Laucha een zelfstandige gemeente. Het dorp wordt voor het eerst genoemd in een oorkonde uit 1039.